# Hauts de Bienne
Hauts de Bienne ist eine französische Gemeinde mit 5.099 Einwohnern (Stand: 1. Januar 2022) im Département Jura in der Region Bourgogne-Franche-Comté. Sie gehört zum Arrondissement Saint-Claude und zum gleichnamigen Kanton, dessen Bureau centralisateur sich in der Gemeinde befindet. Der Verwaltungssitz des Gemeindeverbands Haut-Jura Arcade Communauté liegt in Hauts de Bienne.
Sie entstand als Commune nouvelle mit Wirkung vom 1. Januar 2016 durch die Zusammenlegung der bisherigen Gemeinden Morez, La Mouille und Lézat, die in der neuen Gemeinde den Status einer Commune déléguée haben. Der Verwaltungssitz befindet sich im Ort Morez.
Die Gemeinde erhielt 2023 erneut die Auszeichnung „Zwei Blumen“, die vom Conseil national des villes et villages fleuris (CNVVF) im Rahmen des jährlichen Wettbewerbs der blumengeschmückten Städte und Dörfer verliehen wird.

## Gliederung
| Ortsteil                | ehemaliger INSEE-Code | Fläche (km²) | Einwohnerzahl zum 1. Januar 2022 |
| ----------------------- | --------------------- | ------------ | -------------------------------- |
| Morez (Verwaltungssitz) | 39368                 | 9,67         | 4.564                            |
| La Mouille              | 39371                 | 8,06         | 350                              |
| Lézat                   | 39294                 | 5,75         | 185                              |

## Geografie
Namensgebend für die Gemeinde ist der Fluss Bienne. Nachbargemeinden sind
- Morbier im Norden,
- Bellefontaine im Nordosten,
- Les Rousses im Osten,
- Longchaumois im Süden,
- Villard-sur-Bienne im Südwesten,
- Grande-Rivière Château mit Château-des-Prés und Grande-Rivière im Westen.

## Städtepartnerschaft
- Achern, Baden-Württemberg, vormals mit Morez